# Piero Bellugi
Piero Bellugi (* 14. Juli 1924 in Florenz; † 10. Juni 2012 ebenda) war ein italienischer Dirigent.

## Leben und Werk
Bellugi studierte zunächst Violine in Florenz. Dann studierte er Komposition bei Luigi Dallapiccola und Roberto Lupi und Dirigieren bei Paul van Kempen und Igor Markevitch. Er vertiefte seine Dirigentenausbildung bei Rafael Kubelík und Leonard Bernstein.
1956 bis 1958 war Bellugi Lehrer an der University of California, Berkeley. 1958 bis 1959 war er Dirigent des Oakland Symphony Orchestra. 1959 bis 1961 war er künstlerischer Direktor und Dirigent des Portland Symphony Orchestra. 1961 kehrte er nach Europa zurück. Er wirkte hier als Gastdirigent bedeutender Konzertorchester und Opernhäuser. Er wurde künstlerischer Leiter des Lissaboner Radioorchester. 1969 wurde er zum Chefdirigenten des Orchestra Sinfonica della RAI di Torino ernannt.